# 尤斯蒂斯 (佛罗里达州)
尤斯蒂斯（英語：Eustis），是美国佛罗里达州萊克縣下属的一座城市。建立于1883年。面积约为24.9平方公里（约合9.7平方英里）。根据2010年美国人口普查，该市有人口18,558人。论人口在本州排行第109。